# Lepanthes guanacastensis
Lepanthes guanacastensis är en orkidéart som beskrevs av Oakes Ames och Charles Schweinfurth. Lepanthes guanacastensis ingår i släktet Lepanthes och familjen orkidéer. Inga underarter finns listade i Catalogue of Life.